# باولو فيكتور (لاعب كرة قدم)
باولو فيكتور هو لاعب كرة قدم برازيلي في مركز الوسط، ولد في 1998 في Barra do Piraí ‏ في البرازيل. لعب مع غريميو بورتو أليغرينزي.